# 科伊內格特根湖
科伊內格特根湖（俄语：Койныгытгын），是俄羅斯的湖泊，位於該國東北部楚科奇自治區，由尤利廷區負責管轄，長11.5公里、寬6公里，面積53.5平方公里，海拔高度0.5米，集水區面積3,180平方公里。